# Perti (Italie)
Perti est une frazione de Finalborgo, près de Finale Ligure en province de Savone.
Sa particularité est de comporter une zone monumentale  surplombant  le bourg médiéval de Finalborgo, avec :
- Le château Gavone
- L'église Sant'Eusebio de Finale Ligure (it)
- L'église aux cinq campaniles (it)
- L'église San Sebastiano de Finale Ligure (it)

Elle est dominée par la  « Rocca di Perti » escarpée et pratiquée par les alpinistes.

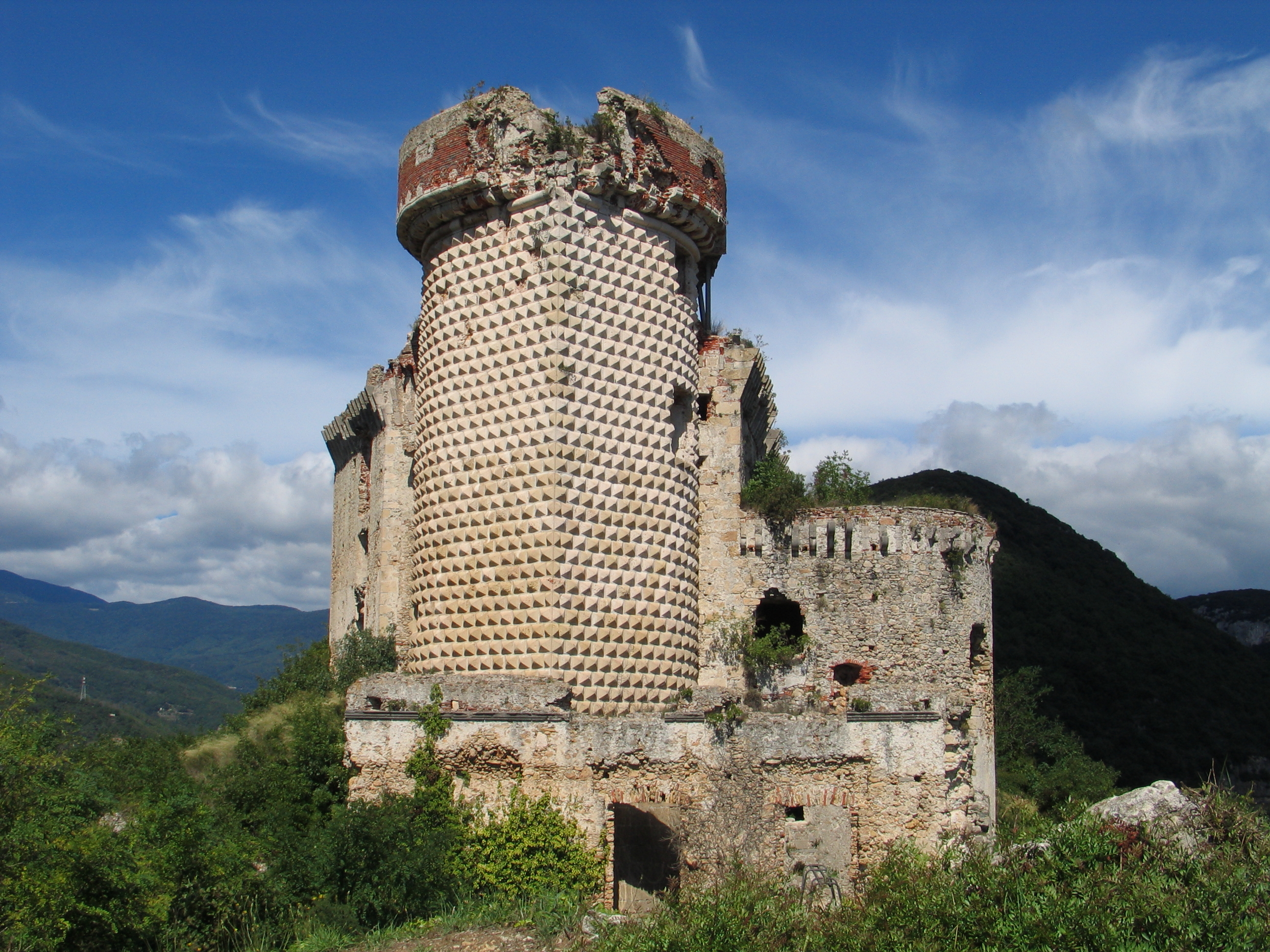
La tour diamantée du château Gavone.
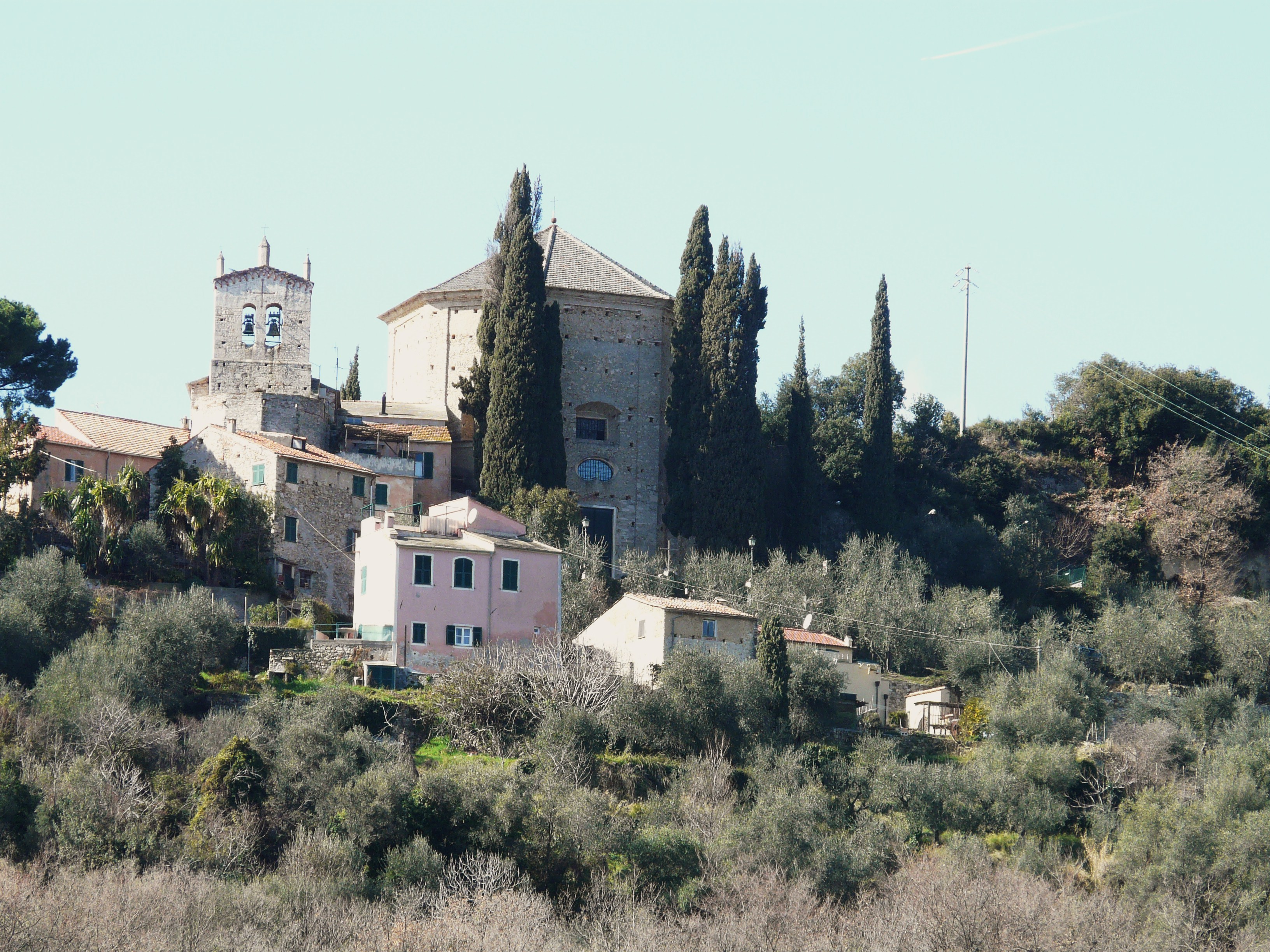
Sant'Eusebio.
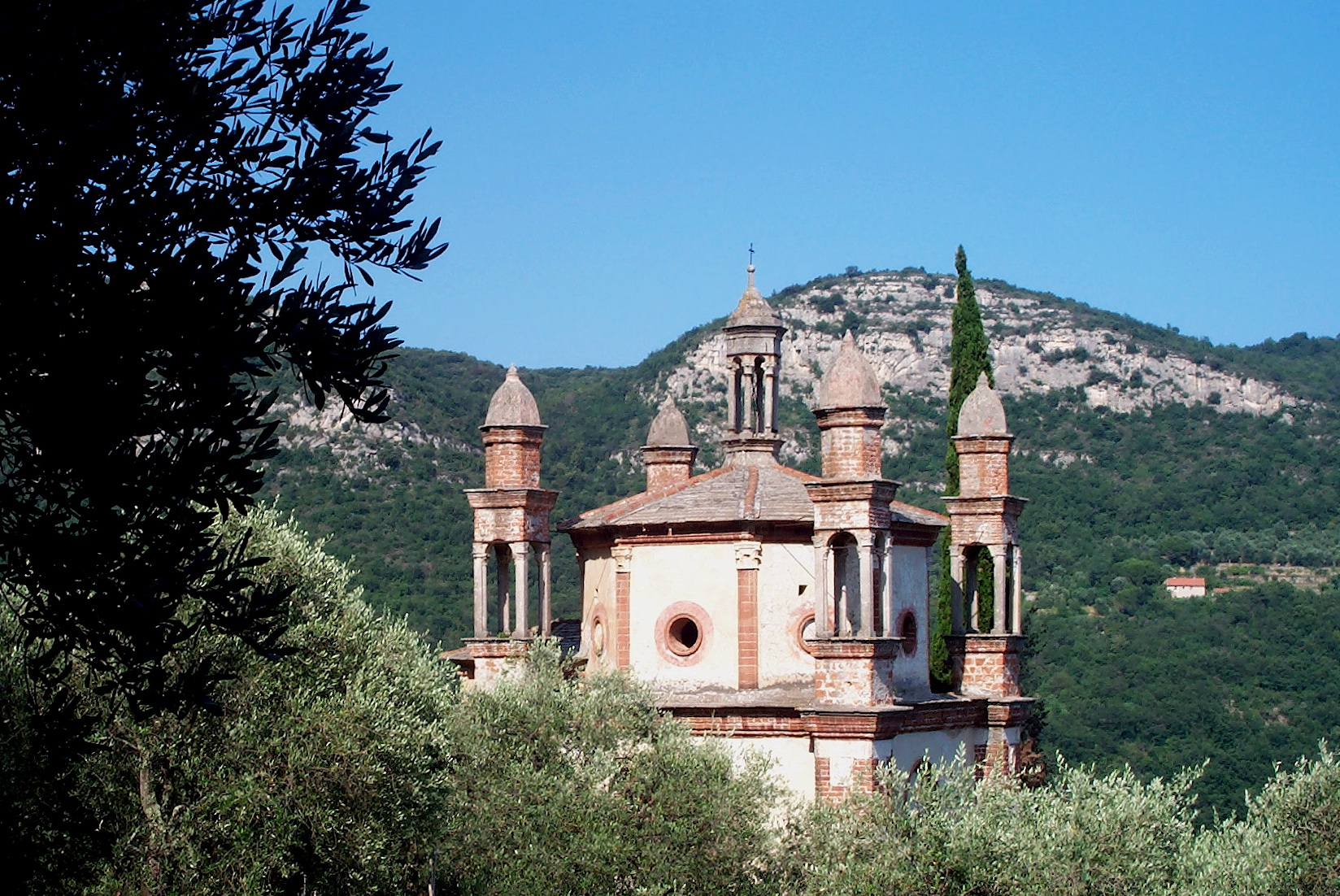
L'église aux cinq campaniles.
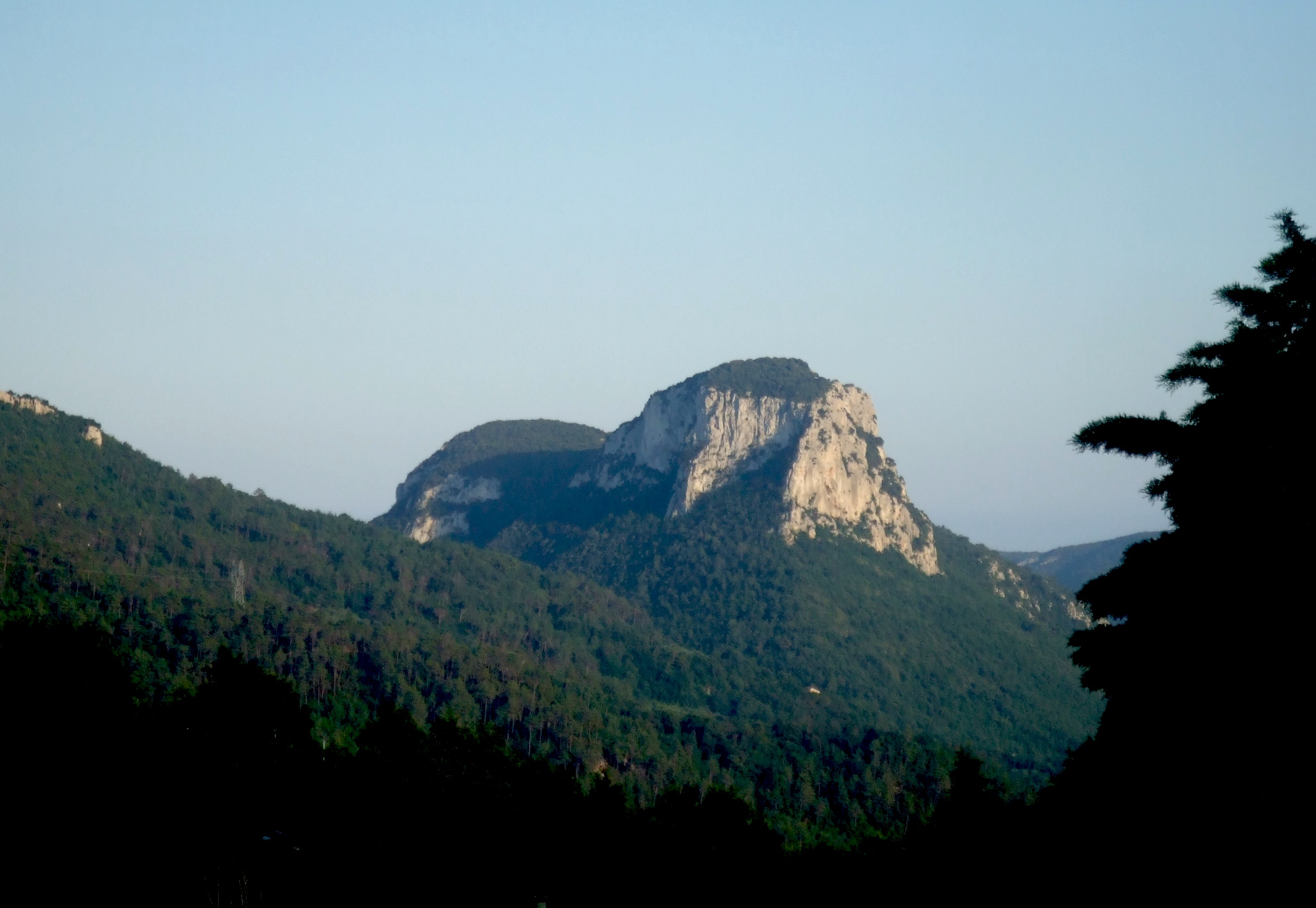
La Rocca di Perti vue des hauts de Rialto.